# Zápas na Letních olympijských hrách 1996 – muži, volný styl do 68 kg
Zápas ve volném stylu ve váhové kategorii do 68 kg probíhal na Letních olympijských hrách 1996 v Atlantě v Hale E Světového kongresového centra (Georgia World Congress Center). O medaile se utkalo celkem 19 zápasníků.

## Turnajové výsledky
Aplikován je systém na jednu porážku. Zlatý a stříbrný medailista vzejdou z hlavní tabulky. Poražení jdou do oprav, vítěz oprav získá bronzovou medaili.
- LV — Lopatkové vítězství
- KO — Kontumace z důvodu nenastoupení, zranění či diskvalifikace soupeře

### Hlavní tabulka

#### Kolo 1
|                        | Skóre  |                           |
| ---------------------- | ------ | ------------------------- |
| Arsen Fadzajev (UZB)   | 2 - 2  | Akbar Fallah (IRI)        |
| Zaza Zozirovi (UKR)    | 10 - 0 | Ibo Oziti (NGR)           |
| Félix Diédhiou (SEN)   | TO     | Küllo Kõiv (EST)          |
| János Fórizs (HUN)     | 0 - 3  | Elşad Allahverdijev (AZE) |
| Hwang Sang-Ho (KOR)    | 7 - 0  | Paulo Ibire (ARG)         |
| Yosvany Sánchez (CUB)  | 1 - 3  | Oleg Gogol (BLR)          |
| Arajik Gevorgjan (ARM) | 9 - 1  | Ahmad Al-Osta (SYR)       |
| Yüksel Şanlı (TUR)     | 1 - 3  | Townsend Saunders (USA)   |
| Craig Roberts (CAN)    | 12 - 2 | Richard Weiss (AUS)       |
| Vadim Bogijev (RUS)    |        | Bye                       |

#### Osmifinále
|                           | Skóre |                        |
| ------------------------- | ----- | ---------------------- |
| Vadim Bogijev (RUS)       | 3 - 1 | Arsen Fadzajev (UZB)   |
| Zaza Zozirovi (UKR)       | 5 - 0 | Küllo Kõiv (EST)       |
| Elşad Allahverdijev (AZE) | 3 - 5 | Hwang Sang-Ho (KOR)    |
| Oleg Gogol (BLR)          | 2 - 3 | Arajik Gevorgjan (ARM) |
| Townsend Saunders (USA)   | 3 - 1 | Craig Roberts (CAN)    |

#### Čtvrtfinále
|                         | Skóre |                     |
| ----------------------- | ----- | ------------------- |
| Vadim Bogijev (RUS)     | 3 - 1 | Zaza Zozirovi (UKR) |
| Hwang Sang-Ho (KOR)     |       | Bye                 |
| Arajik Gevorgjan (ARM)  |       | Bye                 |
| Townsend Saunders (USA) |       | Bye                 |

#### Semifinále
|                        | Skóre |                         |
| ---------------------- | ----- | ----------------------- |
| Vadim Bogijev (RUS)    | 3 - 2 | Hwang Sang-Ho (KOR)     |
| Arajik Gevorgjan (ARM) | 0 - 4 | Townsend Saunders (USA) |

#### Finále
|                     | Skóre |                         |
| ------------------- | ----- | ----------------------- |
| Vadim Bogijev (RUS) | 1 - 1 | Townsend Saunders (USA) |

### Opravy

#### Kolo 2
|                      | Skóre  |                       |
| -------------------- | ------ | --------------------- |
| Akbar Fallah (IRI)   | 1 - 0  | Ibo Oziti (NGR)       |
| Félix Diédhiou (SEN) | 1 - 13 | János Fórizs (HUN)    |
| Paulo Ibire (ARG)    | 0 - 10 | Yosvany Sánchez (CUB) |
| Ahmad Al-Osta (SYR)  | 4 - 1  | Yüksel Şanlı (TUR)    |
| Richard Weiss (AUS)  |        | Bye                   |

#### Kolo 3
|                     | Skóre  |                           |
| ------------------- | ------ | ------------------------- |
| Richard Weiss (AUS) | 0 - 5  | Akbar Fallah (IRI)        |
| János Fórizs (HUN)  | 2 - 6  | Yosvany Sánchez (CUB)     |
| Ahmad Al-Osta (SYR) | 11 - 9 | Arsen Fadzajev (UZB)      |
| Küllo Kõiv (EST)    | 5 - 1  | Elşad Allahverdijev (AZE) |
| Oleg Gogol (BLR)    | 4 - 0  | Craig Roberts (CAN)       |

#### Kolo 4
|                     | Skóre |                       |
| ------------------- | ----- | --------------------- |
| Akbar Fallah (IRI)  | 1 - 3 | Yosvany Sánchez (CUB) |
| Ahmad Al-Osta (SYR) | 1 - 4 | Küllo Kõiv (EST)      |
| Oleg Gogol (BLR)    | 1 - 6 | Zaza Zozirovi (UKR)   |

#### Kolo 5
|                       | Skóre |                  |
| --------------------- | ----- | ---------------- |
| Yosvany Sánchez (CUB) | 6 - 0 | Küllo Kõiv (EST) |
| Zaza Zozirovi (UKR)   |       | Bye              |

#### Kolo 6
|                       | Skóre |                        |
| --------------------- | ----- | ---------------------- |
| Hwang Sang-Ho (KOR)   | LV    | Zaza Zozirovi (UKR)    |
| Yosvany Sánchez (CUB) | 8 - 4 | Arajik Gevorgjan (ARM) |

#### Zápas o 3. místo
|                     | Skóre |                       |
| ------------------- | ----- | --------------------- |
| Zaza Zozirovi (UKR) | 8 - 6 | Yosvany Sánchez (CUB) |

### Zápasy o umístění
|                     | Skóre            |                        |
| Zápas o 7. místo    | Zápas o 7. místo | Zápas o 7. místo       |
| ------------------- | ---------------- | ---------------------- |
| Küllo Kõiv (EST)    | 7–2              | Ahmad Al-Osta (SYR)    |
| Zápas o 5. místo    |                  |                        |
| Hwang Sang-ho (KOR) | 0–0              | Arajik Gevorgjan (ARM) |

## Finálové pořadí
1. Vadim Bogijev (RUS)
2. Townsend Saunders (USA)
3. Zaza Zozirovi (UKR)
4. Yosvany Sánchez (CUB)
5. Arajik Gevorgjan (ARM)
6. Hwang Sang-ho (KOR)
7. Küllo Kõiv (EST)
8. Ahmad Al-Osta (SYR)
9. Oleg Gogol (BLR)
10. Akbar Fallah (IRI)
11. János Fórizs (HUN)
12. Craig Roberts (CAN)
13. Arsen Fadzajev (UZB)
14. Elşad Allahverdijev (AZE)
15. Yüksel Şanlı (TUR)
16. Richard Weiss (AUS)
17. Félix Diédhiou (SEN)
18. Paulo Ibire (ARG) a  Ibo Oziti (NGR)